# A magyar labdarúgó-válogatott 2014. június 4-i mérkőzése
A magyar labdarúgó-válogatott barátságos mérkőzése Albánia ellen, 2014. június 4-én, Budapesten, a Puskás Ferenc Stadionban, mely egyben a 887. hivatalos nemzetközi összecsapás volt. Ez a mérkőzés volt az utolsó előtti válogatott esemény a felújítás előtt álló stadionban. A találkozót a magyar válogatott nyerte meg 1–0 arányban. A mérkőzésen négy újonc is pályára lépett, Rózsa Dániel (kapus) és Heffler Tibor (védő) kezdőként, Vécsei Bálint (középpályás) és Bosnjak Predrag (védő) pedig csereként.

## Előzmények
A magyar labdarúgó-válogatottnak az Albánia elleni volt a harmadik mérkőzése a 2014-es esztendőben. Az elsőre március 5-én került sor Győrben, Finnország ellen (barátságos, 1–2), a másodikra pedig május 22-én Debrecenben került sor szintén barátságos találkozón a dán válogatott ellen (2–2).
Pintér Attila magyar szövetségi kapitány a mérkőzés előtti sajtótájékoztatón elmondta: az albán válogatott keretében erős bajnokságokból érkező légiósok vannak, akik jó eredményeket értek el a nemzeti együttessel is. Harcos, masszív csapat, labdavesztés után azonnal agresszívan visszatámad.

„Generációváltás közben vagyunk, és keressük azt a gerincet, amelyre a sikeres Eb-selejtező reményében a válogatottat építeni lehet. De hiába nyernénk meg a két felkészülési találkozót, ha közben nincs fejlődés. Akkor ugyanis beleesünk abba a hibába, amibe a múltban párszor, hogy megvolt ugyan az eredmény a felkészülési időszakban, de nem voltak meg a fejlődés lépcsőfokai, így a tétmeccseken nem tudtunk előrelépni, nem lehettünk sikeresek.”

– Pintér Attila, Magyarország szövetségi kapitánya.

A két csapat legutóbb 2009. március 28-án világbajnoki selejtező mérkőzésen csapott össze egymással a 2010-es labdarúgó-világbajnokság 1. csoportjának selejtezőjében. A Tiranában lezajlott találkozót a magyarok nyerték meg Torghelle Sándor 38. percben lőtt góljával 1–0 arányban. 

## Helyszín
A találkozót a budapesti Puskás Ferenc Stadionban rendezték meg.

## Keretek
megjegyzés: A táblázatokban szereplő adatok a mérkőzés előtti állapotnak megfelelőek.
Pintér Attila, a magyar labdarúgó-válogatott szövetségi kapitánya, május 30-án hirdette ki harminckét főből álló keretét az albánok és a kazahok elleni mérkőzésekre. Évek óta nem fordult elő, hogy kizárólag itthon védő kapusok szerepeljenek a keretben, most azonban – Bogdán Ádám és Gulácsi Péter sérülése miatt – NB I-es kapusok közül kerül ki a kezdőcsapat tagja: Horváth Tamás, Rózsa Dániel és az újonc Dibusz Dénes a három jelölt. Visszatér a csapatba Lovrencsics Gergő és Priskin Tamás, Tőzsér Dániel viszont sérülés miatt hiányzik.
| Magyarország                       | Magyarország      | Magyarország                     | Magyarország | Magyarország | Magyarország         | Magyarország                         |
| Poszt                              | Név               | Születési idő és életkor         | Vál.         | Gól          | Klub                 | Utolsó válogatottság                 |
| ---------------------------------- | ----------------- | -------------------------------- | ------------ | ------------ | -------------------- | ------------------------------------ |
| K                                  | Horváth Tamás     | 1987. június 18. (26 évesen)     | 0            | 0            | Mezőkövesd-Zsóry     | –                                    |
| K                                  | Dibusz Dénes      | 1990. november 16. (23 évesen)   | 0            | 0            | Ferencvárosi TC      | –                                    |
| K                                  | Rózsa Dániel      | 1984. november 24. (29 évesen)   | 0            | 0            | Szombathelyi Haladás | –                                    |
| V                                  | Bosnjak Predrag   | 1985. november 13. (28 évesen)   | 0            | 0            | Szombathelyi Haladás | –                                    |
| V                                  | Heffler Tibor     | 1987. május 17. (27 évesen)      | 0            | 0            | Paks                 | –                                    |
| V                                  | Kádár Tamás       | 1990. március 14. (24 évesen)    | 16           | 0            | Diósgyőri VTK        | 2014. 03. 05-én Finnország ellen.    |
| V                                  | Korcsmár Zsolt    | 1989. január 9. (25 évesen)      | 22           | 0            | Greuther Fürth       | 2013. 10. 15-én Andorra ellen.       |
| V                                  | Korhut Mihály     | 1988. december 1. (25 évesen)    | 1            | 0            | Debreceni VSC        | 2014. 05. 22-én Dánia ellen.         |
| V                                  | Lang Ádám         | 1993. január 17. (21 évesen)     | 1            | 0            | Győri ETO            | 2014. 05. 22-én Dánia ellen.         |
| V                                  | Lázár Pál         | 1988. március 11. (26 évesen)    | 6            | 0            | Debreceni VSC        | 2011. 11. 11-én Liechtenstein ellen. |
| V                                  | Lipták Zoltán     | 1984. december 10. (29 évesen)   | 16           | 1            | Győri ETO            | 2014. 05. 22-én Dánia ellen.         |
| V                                  | Szabó János       | 1989. november 7. (24 évesen)    | 1            | 0            | Paks                 | 2014. 05. 22-én Dánia ellen.         |
| V                                  | Varga József      | 1988. június 6. (25 évesen)      | 27           | 0            | Debreceni VSC        | 2014. 05. 22-én Dánia ellen.         |
| KP                                 | Dzsudzsák Balázs  | 1986. december 23. (27 évesen)   | 60           | 14           | Gyinamo Moszkva      | 2014. 05. 22-én Dánia ellen.         |
| KP                                 | Gyurcsó Ádám      | 1991. március 6. (23 évesen)     | 9            | 1            | Videoton             | 2014. 05. 22-én Dánia ellen.         |
| KP                                 | Kalmár Zsolt      | 1995. június 9. (18 évesen)      | 1            | 0            | Győri ETO            | 2014. 05. 22-én Dánia ellen.         |
| KP                                 | Koman Vladimir    | 1989. március 16. (25 évesen)    | 36           | 7            | Ural Jekatyerinburg  | 2014. 05. 22-én Dánia ellen.         |
| KP                                 | Kovács István     | 1992. március 27. (22 évesen)    | 2            | 0            | Videoton             | 2013. 08. 14-én Csehország ellen.    |
| KP                                 | Lovrencsics Gergő | 1988. szeptember 1. (25 évesen)  | 3            | 0            | Lech Poznań          | 2014. 03. 05-én Finnország ellen.    |
| KP                                 | Nagy Gábor        | 1985. október 6. (28 évesen)     | 0            | 0            | Szombathelyi Haladás | –                                    |
| KP                                 | Pátkai Máté       | 1988. március 6. (26 évesen)     | 4            | 0            | Győri ETO            | 2014. 05. 22-én Dánia ellen.         |
| KP                                 | Simon Krisztián   | 1991. július 10. (22 évesen)     | 0            | 0            | Újpest FC            | –                                    |
| KP                                 | Stieber Zoltán    | 1988. október 16. (25 évesen)    | 3            | 0            | Hamburger SV         | 2013. 10. 15-én Andorra ellen.       |
| KP                                 | Szakály Péter     | 1986. augusztus 17. (27 évesen)  | 6            | 0            | Debreceni VSC        | 2014. 05. 22-én Dánia ellen.         |
| KP                                 | Vécsei Bálint     | 1993. július 13. (20 évesen)     | 0            | 0            | Budapest Honvéd      | –                                    |
| KP                                 | Zsidai László     | 1986. július 16. (27 évesen)     | 2            | 0            | Debreceni VSC        | 2008. 03. 26-án Szlovénia ellen.     |
| CS                                 | Futács Márkó      | 1990. február 22. (24 évesen)    | 1            | 0            | Diósgyőri VTK        | 2014. 03. 05-én Finnország ellen.    |
| CS                                 | Nikolics Nemanja  | 1987. december 31. (26 évesen)   | 4            | 1            | Videoton             | 2014. 05. 22-én Dánia ellen.         |
| CS                                 | Priskin Tamás     | 1986. szeptember 27. (27 évesen) | 42           | 12           | Makkabi Haifa        | 2013. 06. 06-án Kuvait ellen.        |
| CS                                 | Radó András       | 1993. szeptember 9. (20 évesen)  | 0            | 0            | Szombathelyi Haladás | –                                    |
| CS                                 | Rudolf Gergely    | 1985. március 9. (29 évesen)     | 26           | 10           | Győri ETO            | 2014. 05. 22-én Dánia ellen.         |
| CS                                 | Varga Roland      | 1990. január 23. (24 évesen)     | 1            | 0            | Győri ETO            | 2014. 05. 22-én Dánia ellen.         |
| Szövetségi kapitány: Pintér Attila |                   |                                  |              |              |                      |                                      |

| Albánia | Albánia | Albánia                  | Albánia | Albánia | Albánia | Albánia              |
| Poszt   | Név     | Születési idő és életkor | Vál.    | Gól     | Klub    | Utolsó válogatottság |
| ------- | ------- | ------------------------ | ------- | ------- | ------- | -------------------- |

Az adatok a mérkőzés előtti állapotnak megfelelőek.

## A mérkőzés
| 2014. június 4. 20:30 (CET) |

| Magyarország                                         | 1 – 0               | Albánia |
| ---------------------------------------------------- | ------------------- | ------- |
| Priskin 82' (11-esből) Lang 28' Varga 43' Kalmár 83' | (0 – 0) Jegyzőkönyv |         |

| Puskás Ferenc Stadion, Budapest Nézőszám: 3 500 Játékvezető: Paul McLaughlin (ír) |

### Az összeállítások
| Csapatszínek | Csapatszínek | Csapatszínek |
| Csapatszínek |              |              |
| Csapatszínek |              |              |
|              |              |              |
| Magyarország |              |              |

| Csapatszínek | Csapatszínek | Csapatszínek |
| Csapatszínek |              |              |
| Csapatszínek |              |              |
|              |              |              |
| Albánia      |              |              |

Használt rövidítések (magyar rövidítés – angol rövidítés – poszt):
| - KA – GK – kapus - V – DF – hátvéd - S – SW – söprögető - JV – RB – jobb oldali védő - KV – CB – középső védő - BV – LB – bal oldali védő - JSZV – RWB – jobb szélső védő - BSZV – LWB – bal szélső védő | - KP – MF – középpályás - VKP – DM – védekező középpályás - BKP – LM – bal oldali középpályás - KKP – CM – középső középpályás - JKP – RM – jobb oldali középpályás | - JSZ – RW – jobb szélső - BSZ – LW – bal szélső - TKP – AM – támadó középpályás | - CS – ST, FW – csatár - JCS – RF – jobb oldali csatár - KCS – CF – középső csatár - BCS – LF – bal oldali csatár |

| MAGYARORSZÁG: |  |
|               |  |
| Vezetőedző:   |  |
| Pintér Attila |  |

| ALBÁNIA:        |  |
|                 |  |
| Vezetőedző:     |  |
| Gianni De Biasi |  |

Asszisztensek:

Mark Gavin (ír) (partvonal)

Emmett Dynan (ír) (partvonal)

## Örökmérleg a mérkőzés után
| Magyarország |           | Albánia |
| ------------ | --------- | ------- |
| 5            | Győzelem  | 0       |
| 1            | Döntetlen | 1       |
| 19           | Gólok     | 0       |
| 16/18        | Pontok    | 1/18    |
| 94%          | %         | 6%      |